# Championnat d'Union soviétique de football 1987
Navigation
Saison 1986 Saison 1988
La saison 1987 de Vyschaïa Liga est la 50e édition du championnat d'URSS de football.
Lors de cette saison, le Dynamo Kiev va tenter de conserver son titre de champion d'URSS face aux 15 meilleurs clubs soviétiques lors d'une série de matchs aller-retour se déroulant sur toute l'année.
Cinq places sont qualificatives pour les compétitions européennes, la sixième place étant celle du vainqueur de la Coupe d'URSS 1987-1988.

## Qualifications en coupe d'Europe
À l'issue de la saison, le champion participera à la Coupe des clubs champions 1988-1989.
Le vainqueur de la Coupe d'URSS 1987-1988 participera à la Coupe des coupes 1988-1989, si ce club est le champion, alors le finaliste de la coupe le remplacera.
Les quatre places pour la Coupe UEFA 1988-1989 sont attribuées aux deuxième, troisième, quatrième et cinquième du championnat si ceux-ci ne sont pas les vainqueurs de la coupe, si c'est effectivement le cas la place reviendra au sixième.

## Clubs participants

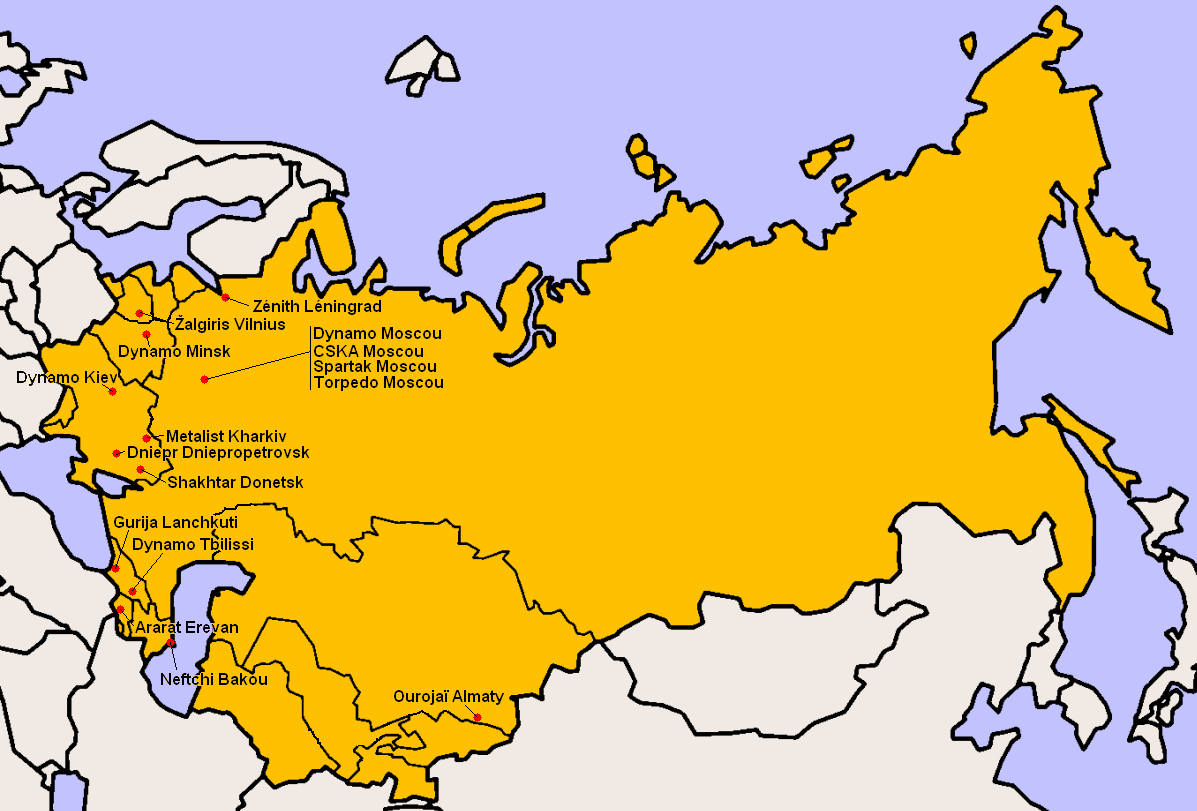
Localisation des clubs engagés dans le championnat.

Légende des couleurs
- Premier tour de la Coupe des clubs champions 1987-1988
- Premier tour de la Coupe des coupes 1987-1988
- Premier tour de la Coupe UEFA 1987-1988
- Promu de deuxième division

| Club                   | Présent depuis | Classement 1986 | Entraîneur                  | Stade                           | Capacité |
| ---------------------- | -------------- | --------------- | --------------------------- | ------------------------------- | -------- |
| Dynamo Kiev            | 1936           | 1er             | Valeri Lobanovski           | Stade républicain               | 83 450   |
| Dinamo Moscou          | 1936           | 2e              | Anatoli Bychovets           | Stade Dinamo                    | 36 540   |
| Spartak Moscou         | 1978           | 3e              | Konstantin Beskov           | Stade central Lénine            | 84 745   |
| Zénith Léningrad       | 1938           | 4e              | Vladimir Goloubev (en)      | Stade Kirov                     | 72 000   |
| Dinamo Tbilissi        | 1936           | 5e              | German Zonine               | Stade Lénine-Dinamo             | 55 000   |
| Chakhtior Donetsk      | 1973           | 6e              | Anatoli Konkov              | Stade Chakhtior                 | 31 800   |
| Kaïrat Almaty          | 1984           | 7e              | Timour Seguizbaïev (ru)     | Stade central                   | 26 300   |
| Žalgiris Vilnius       | 1983           | 8e              | Benjaminas Zelkevičius (en) | Stade Žalgiris (en)             | 15 000   |
| Torpedo Moscou         | 1938           | 9e              | Valentin Ivanov             | Stade Torpedo                   | 16 000   |
| Dinamo Minsk           | 1979           | 10e             | Ivan Sabostikov (ru)        | Stade Dinamo                    | 41 100   |
| Dniepr Dniepropetrovsk | 1981           | 11e             | Yevhen Kucherevskyi (en)    | Stade Meteor                    | 26 400   |
| Metallist Kharkov      | 1982           | 12e             | Yevhen Lemeshko (en)        | Stade Metallist                 | 28 000   |
| Neftchi Bakou          | 1977           | 13e             | Aghasalim Mirjavadov (en)   | Stade Vladimir Lénine           | 30 000   |
| Ararat Erevan          | 1966           | 14e             | Arkadi Andreasyan           | Stade Hrazdan                   | 69 000   |
| CSKA Moscou            | 1987           | 1er (D2)        | Iouri Morozov               | Stade central Lénine            | 84 745   |
| Guria Lantchkhouti     | 1987           | 2e (D2)         | Mykhailo Fomenko            | Stade Evgrapi Shevardnadze (en) | 22 000   |

### Changements d'entraîneurs
| Club             | Entraîneur partant | Date de départ  | Entraîneur arrivant       | Date d'arrivée    |
| ---------------- | ------------------ | --------------- | ------------------------- | ----------------- |
| Neftchi Bakou    | Aleksandr Sevidov  | mai 1987        | Aghasalim Mirjavadov (en) | juin 1987         |
| Zénith Léningrad | Pavel Sadyrine     | 30 juin 1987    | Vladimir Goloubev (en)    | 1er juillet 1987  |
| Dinamo Tbilissi  | Kakhi Asatiani     | août 1987       | German Zonine             | septembre 1987    |
| Dinamo Moscou    | Eduard Malofeev    | 30 octobre 1987 | Anatoli Bychovets         | 1er novembre 1987 |

## Compétition

### Classement
En application de la Loi des 10 nuls, le Torpedo Moscou se voit retirer deux points deux points pour avoir effectué 12 nuls dans la saison. Le CSKA Moscou, le Spartak Moscou et le Dynamo Moscou se voient eux retirer un point pour les 11 nuls effectués dans la saison.